# 직업안전보건

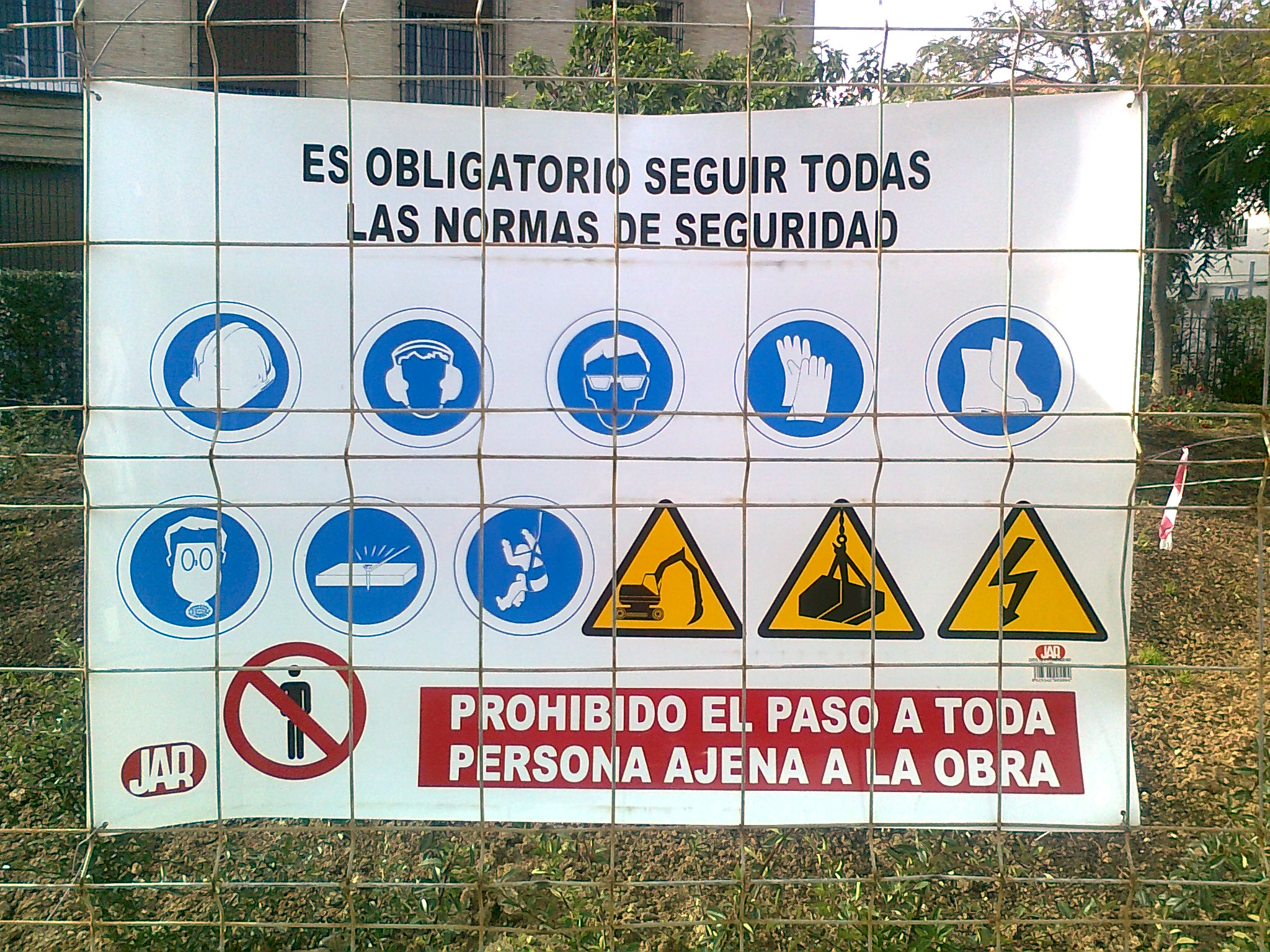

직업안전보건(職業安全保健, 영어: occupational safety and health, OSH) 또는 학문적으로 직업환경의학(職業環境醫學, 영어: Occupational and Environmental Medicine) 혹은 산업의학(産業醫學)은 직업 혹은 작업 환경과 관련된 질병을 연구하는 의학의 한 분야이다. 직업환경의학은 직업보건의 한 분야라고 말할 수 있다.

## 직업보건의 정의
직업보건(occupational health)은 직업인들의 질병을 예방하고 건강을 유지, 증진시키는 학문과 활동을 말하며, 노동과 노동환경에 관계된 건강 문제를 다루는 분야이다. 1950년 국제노동기구(ILO)와 세계보건기구(WHO) 공동위원회에서는 직업보건을 "모든 직업에서 일하는 근로자들에 대해 작업조건으로 인해 발생하는 질병을 예방하고, 유해물질 노출의 위험을 통제하고, 근로자가 그 직무에 적합하도록 배치하여 일하도록 함으로써, 근로자들의 신체적, 정신적, 그리고 사회적 건강을 고도로 유지 증진시키는 것이다"라고 정의하였다. 1995년 ILO/WHO 합동위원회는 직업보건의 새로운 정의를 채택하였는데, 그 골자는 1950년의 정의와 비슷하나 모든 직업인을 위한 것이어야 함이 강조되었고, 목적에 있어서도 보다 사회적, 문화적이며 경영체계의 합리화와 생산성 향상이 강조되었다.
이 정의에서 보는 바와 같이 직업보건의 분야는 넓다. 따라서 여러 전문분야, 즉 의학, 공학, 화학, 독성학, 생리학, 심리학 통계학 등의 전문지식과 이들의 협동이 긴요하다. 직업보건은 근로자의 노동과 노동환경으로 오는 질병의 문제뿐만 아니라, 인간기능의 한계와 노동의 적응을 과학적으로 연구하며, 산업기술이 요구하는 노동조건을 인간에게 적합하도록 그 방책을 강구함으로써 직업인의 건강을 보호 증진시키며, 나아가서는 노동생산성을 향상시키는데 그 목적이 있다. 직업보건은 산업의 형태와 직업의 종류, 그리고 나라에 따라서 안고 있는 과제와 수행방법이 다르다.

## 같이 보기
- 덴마크 근로환경당국(Danish Working Environment Authority) - 세계최고 직업환경선진국 덴마크의 관련 행정기구
- 직업환경의학 - 직업병에 대한 예방, 치료 및 보상과 재활에 관여하는 의학 분야